# سيدر

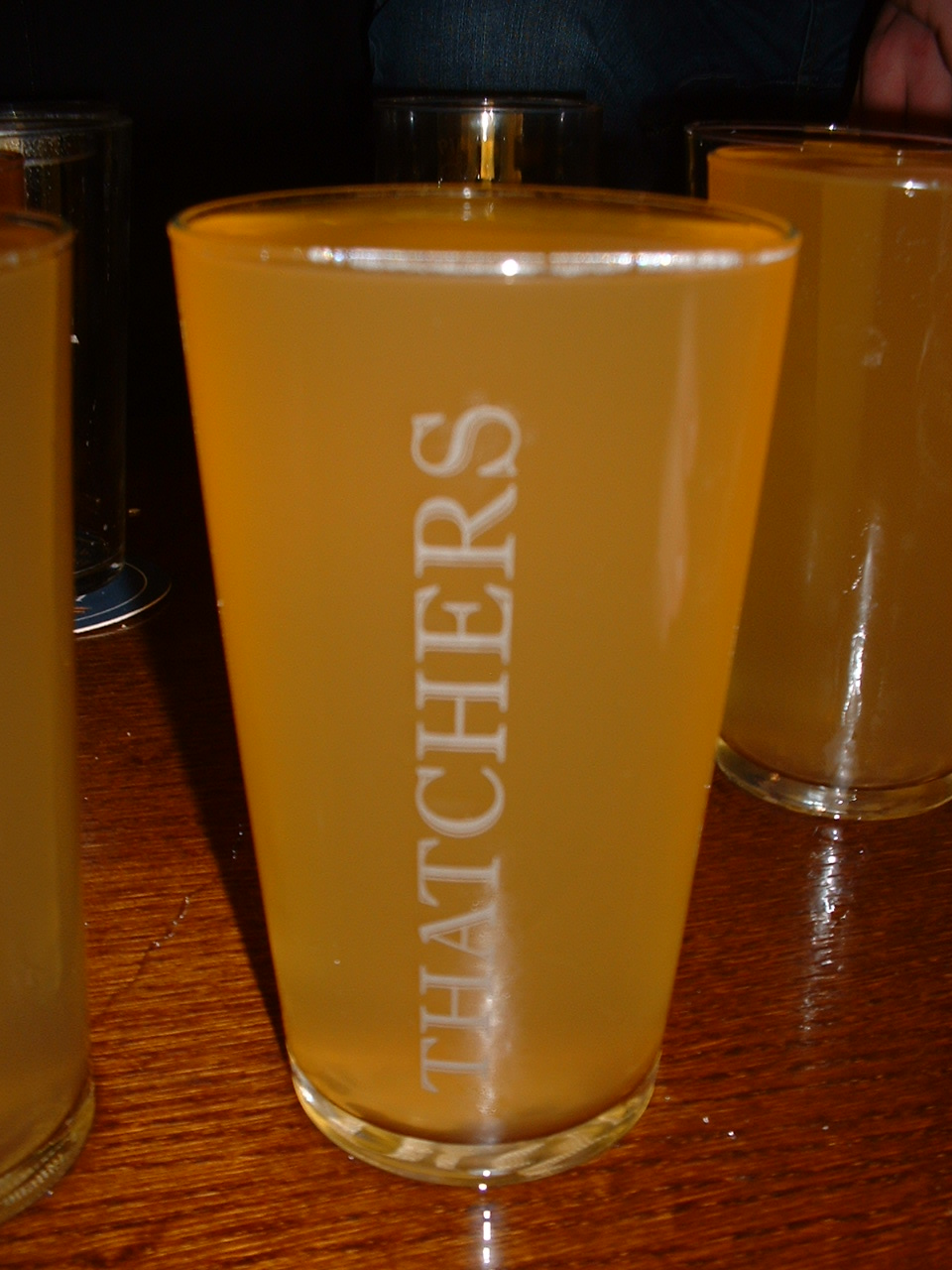
سَيدر

السَّيْدَر (بالفرنسية: cidre)‏ (بالإنجليزية: cider)‏ هو مشروب تفاح، وهو نوعان، أحدهما كحولي والآخر غير كحولي.
السيدر الكحولي أو خمر التفاح مصنوع من تخمر عصير التفاح بشكل رئيسي، على الرغم من الكمثرى تستخدم أيضا في المملكة المتحدة والسويد، وسيدر الكمثرى يعرف باسم «بيري»(بالإنجليزية: perry)‏.
في الولايات المتحدة وأجزاء من كندا، يشير مصطلح سيدر «شراب التفاح» على وجه الحصر تقريباً إلى عصير التفاح المشروب غير الكحولي، عبارة (سيدر قوي) تستخدم للدلالة على النسخة المخمرة.
الشراب يختلف في المضمون الكحولي من أقل من 3 ٪ في إلى حد أقصى قدره 8,5 ٪ في شراب السيدر التقليدي الإنكليزي ويبدو ذهبي أصفر وغائم أحيانا.
يحظى السيدر بشعبية كبيرة في المملكة المتحدة، وخاصة في جنوب غرب إنجلترا، وفي فرنسا وبلاد أخرى كثيرة.